# AI-SACHI
AI-SACHI（アイサチ）は、日本の女性2人組ダンス＆ボーカルユニット。ライジングプロダクション所属。レーベルはavex trax。

## メンバー
- AI（河原亜依、かわはら あい、1988年8月11日、北海道新ひだか町（旧・静内町）出身）
  - フジテレビ721『アイドル道』1期生。
- SACHIKA（立石沙千加、たていし さちか、1988年2月18日、長崎県出身）
  - 1998年、Eriko with Crunchのメンバーとしてデビュー。
  - スターライトスクール佐世保本校出身。
  - 愛称はさっちん。

## 作品
「順位」は全てオリコン週間ランキング最高位

### シングル
1. BEFORE DAWN（2001年11月28日、AVCD-30293、33位）
  1. BEFORE DAWN
    - 作詞：さとうみかこ、作曲・編曲：佐藤宣彦
    - フジテレビ『ONE PIECE』5thエンディングテーマ

  2. さよならの後に見る夢
    - 作詞：さとうみかこ、作曲・編曲：佐藤宣彦
    - ロッテ「ストロベリーガム」CMソング
2. 二つの勇気（2002年5月2日、AVCD-30353、45位）
  1. 二つの勇気
    - 作詞：さとうみかこ、作曲・編曲：佐藤宣彦
    - テレビ東京『ハマラジャ』エンディングテーマ
    - 中京テレビ『あんたにグラッツェ!』エンディングテーマ

  2. Winner
    - 作詞・作曲・編曲：T2ya

## 主な出演
- 東京MXテレビ『5時の魔法使い』 - 木曜日レギュラー